# Konkatenering
Inom datatekniken och teorin för formella språk innebär konkatenering att lägga ihop två strängar. Ordet härstammar från latinets catena ("kedja") och prefixet con- ("med"/"tillsammans med"), och betyder bokstavligen "hopkedjning". Några programspråk (till exempel Perl) underlättar hopkedjning av godtyckliga datatyper genom att automatiskt konvertera dem till strängar först. I andra språk måste programkoden först översätta datatypen till motsvarande strängvärde.

## Exempel
Strängarna "Hej " och "Kalle" kan konkateneras för att ge resultatet "Hej Kalle". I C# eller Java kan konkateneringen skrivas:
```
    
String
 
a
 
=
 
"Hej "
;

    
String
 
b
 
=
 
"Kalle"
;

    
String
 
concat
 
=
 
a
 
+
 
b
;

```

I C är det besvärligare:
```
    
char
 
a
[]
 
=
 
"Hej "
;

    
char
 
b
[]
 
=
 
"Kalle"
;

    
char
 
concat
[
120
];
    
/* buffert som tar emot den konkatenerade strängen */

    
strcpy
(
concat
,
 
a
);

    
strcat
(
concat
,
 
b
);

```

I Fortran konkateneras två strängar med //-operatorn.
```
    
"Hej "
 
//
 
"Kalle"

```

I php konkateneras två strängar med en punkt.
```
 
$var1
 
=
 
"Hej "
;

 
$var2
 
=
 
"Kalle"
;

 
$resultat
 
=
 
$var1
 
.
 
$var2
;

```